# Cleènet d'Atenes
|  | «Cleènet» redirigeix aquí. Vegeu-ne altres significats a «Cleènet (desambiguació)». |

Cleènet (en grec antic: Κλεαίνετος, Kleaínetos, llatí: Cleaenetus) fou el pare de Cleó, el demagog atenès, segons diu Tucídides. Va viure al segle v aC.
Se suposa que podria ser el mateix Cleènet que esmenta Aristòfanes i que seria l'autor d'un decret que determinava l'alimentació a càrrec de l'estat (σίτησις ἐν Πρυτανείῳ) als habitants de la ciutat.